# Raeticodactylus
Raeticodactylus ("Rétský (křídelní) prst") byl rodem primitivního, zřejmě ramforynchoidního ptakoještěra, který žil v období svrchního triasu na území dnešního Švýcarska (geologické souvrství Kössen). Fosilní pozůstatky tohoto létajícího plaza naznačují celkové rozpětí křídel kolem 135 cm.
Tento druh měl úzký kostěný hřeben na obou čelistech a přední zuby byly tesákovitě zahnuté. Šlo pravděpodobně o rybožravý druh, lovící ryby podobně jako dnešní vodní ptáci. Raeticodactylus byl popsán v roce 2008 paleontologem Rico Stecherem. Jediný známý druh je R. filisurensis, který byl nalezen v roce 2006 na vrcholu hory Tinzenhorn.